# Bulnesia
Genre
Classification phylogénétique
Bulnesia est un genre de plantes de la famille des Zygophyllaceae comprenant 9 espèces divisées en deux sous-genres : Gonopterodendron et Bulnesia. 5 espèces sont natives de l'Argentine.

## Liste des espèces
- Bulnesia (Gonopterodendron) arborea (Jacq.) Engler - Arbre pouvant mesurer jusqu'à 30 m
- Bulnesia (Gonopterodendron) bonariensis - Arbre pouvant mesurer de 1,5 à 6 m
- Bulnesia (Gonopterodendron) carrapo - Arbre pouvant mesurer jusqu'à 15 m
- Bulnesia (Bulnesia) chilensis - Arbuste
- Bulnesia (Bulnesia) foliosa - Arbuste
- Bulnesia (Bulnesia) retama - Arbuste
- Bulnesia (Gonopterodendron) sarmientoi Lorentz ex Griseb. - Arbre pouvant mesurer jusqu'à 20 m
- Bulnesia (Bulnesia) schickendantzii - Arbuste